# 2023年ラスベラバス事故
2023年のラスベラバス事故（2023ねんのラスベラバスじこ、英: 2023 Lasbela bus crash）は、2023年1月29日パキスタンのバローチスターン州ラスベラ県ベラ・テシルで、クエッタ発カラチ行きの乗員乗客計43人を乗せたバスが渓谷に転落し、積載していた石油に引火・炎上した事故。この事故で41が死亡、2人が負傷した。

## 国内の反応
パキスタン人民党委員長で外務大臣のビラーワル・ブットー・ザルダーリーは、国全体が悲しみに暮れており、お悔やみを申し上げると述べた。